# 程富 (永樂戊子舉人)
程富（14世紀—15世紀），南直隸寧國府涇縣人，明朝政治人物。

## 生平
程富是永樂六年（1405年）戊子科應天鄉試舉人，授浙江按察司照磨，改湖廣布政使司檢校，正統元年（1436年）獲楊榮推薦擢監察御史，提督北京學政稱為得人，秩滿辭官回鄉，寧國府苦於養馬役事，他上疏免去府內五縣之馬政。土木堡之變時京師戒嚴，他得舉召至京，出為廣東按察司僉事，提督學政，不久致仕去世。他個性剛直，不為勢利所移，在都察院沉毅敢言，兩任學使在地方作興士類，得到人們推重。

## 引用
1. 1 2  民國《涇縣志·卷十七·人物》：程富，字好禮，永樂戊子舉人，仕浙江按察司照磨、湖廣布政司檢校，有廉幹聲，正統初學士楊榮薦為御史，提督北京學政，得人甚盛，秩滿歸本郡，舊苦養馬，富疏免宣、涇、寧、旌、太五邑之馬，其績尤偉。己巳之變，京師戒嚴，言者以知兵舉召至京，出為廣東按察司僉事，仍督學校，尋致仕卒，富秉性剛直，不為勢利所移，居諫垣沉毅敢言，兩任學使作興士類，時雅重之。 《明一統志》、《江南通志》
2. ↑  《明英宗睿皇帝實錄·卷十七》：（正統元年五月壬辰）湖廣布政司檢校程富，福建建寧府學教授彭勗為監察御史。